# Cate Blanchett
Catherine Élise Blanchett (rođena 14. svibnja 1969.), poznatija kao Cate Blanchett, australska glumica i kazališna redateljica.
Blanchett je međunarodnu slavu stekla 1998. s filmom Elizabeta redatelja Shekhara Kapura, u kojem je glumila Elizabetu I. Poznata je i po ulogama vilinske kraljice Galadriel u trilogiji Gospodar prstenova i Katharine Hepburn u Avijatičaru, za koju je osvojila Oscar za najbolju sporednu glumicu. Ona i njezin muž Andrew Upton trenutno su umjetnički redatelji Sydney Theatre Company. Osim toga, imaju i filmsku produkcijsku kompaniju "Dirty Films".

## Životopis

### Rani život i obrazovanje
Blanchett je rođena u Ivanhoeu, predgrađu Melbournea u Australiji, kao kći June, australske agentice nekretninama i učiteljice, i Roberta Blanchetta, američkog mornaričkog časnika rodom iz Teksasa koji je Blanchettinu majku upoznao dok je bio stacioniran u Melbourneu i koji je kasnije radio u oglašavanju. Kad je Blanchett imala 10 godina, izgubila je oca kojeg je pogodio srčani udar. Samu sebe tijekom djetinjstva je opisala kao "djelomično ekstrovertiranu, djelomično nepoželjnu". Ima starijeg brata, Boba, koji je kompjuterski inženjer, i mlađu sestru, Genevieve, koja je kazališna dizajnerica.
Blanchett je osnovnu školu završila u Melbourneu, a visoko obrazovanje na metodističkom koledžu, gdje se počela zanimati za glumu. Studirala je ekonomiju i likovne umjetnosti na Sveučilištu u Melbourneu, prije nego što je napustila Australiju i otišla na putovanje. Kad je imala 18 godina, Blanchett je otišla na odmor u Egipat. Kolega u jeftinom hotelu u Kairu ju je upitao želi li biti statist u filmu, a sljedeći dan se našla u sceni gomile koja navija za američkog boksača koji gubi od Egipćanina. Napustila je set. Blanchett se vratila u Australiju te se kasnije preselila u Sydney kako bi studirala na Državnom institutu dramskih umjetnosti, diplomiravši 1992. Karijeru je započela u kazalištu.

## Karijera
Njezina prva veća uloga bila je ona iz 1993. u komadu Oleanna Davida Mameta, s Geoffreyjem Rushom za koju je osvojila nagradu kazališnih kritičara za najperspektivniju glumicu. 1994. i 1995. se pojavila u ulozi Ofelije u hvaljenoj B-produkciji Hamleta redatelja Neila Armfielda, s Rushom i Richardom Roxburghom. Nastupila je i u miniseriji Heartland s Erniejem Dingom, miniseriji Bodertown i u epizodi Police Rescue nazvanoj "The Loaded Boy". Filmski debi ostvarila je 1994. ulogom u TV filmu Police Rescue kao učiteljica koju za taoca uzimaju naoružani banditi.
Blanchett je međunarodni filmski debi ostvarila kao australska medicinska sestra koju su zarobili Japanci u produkciji Ceste za raj redatelja Brucea Beresforda, s Glenn Close i Frances McDormand. Njezina prva glavna uloga, također iz 1997., bila je ona Lucinde Leplastrier u produkciji Gillian Armstrong Oscara i Lucinde zajedno s Ralphom Fiennesom. Igrom slučaja, Peter Carey, australski nagrađivani pisac i autor Oscara i Lucinde, poznavao je Blanchettina oca Boba iz dana kad su obojica radili u oglašavačkoj industriji u Melbourneu. Blanchett je za ovu ulogu nominirana za svoju prvu nagradu Australskog filmskog instituta, ali je izgubila od Pamele Rabe. Međutim, iste je godine odnijela nagradu Instituta za najbolju sporednu glumicu u romantičnoj komediji Hvala Bogu što je upoznao Lizzie, u kojoj je nastupila s Richardom Roxburghom i Frances O'Connor.
Njezina prva veća međunarodna uloga bila je ona Elizabete I. u filmu Elizabeta iz 1998., koja joj je donijela nominaciju za Oscar za najbolju glumicu. Izgubila je od Gwyneth Paltrow za ulogu u Zaljubljenom Shakespearu, ali je zato osvojila BAFTA-u i Zlatni globus za najbolju glumicu u drami. Sljedeće godine, Blanchett je nominirana za još jednu BAFTA-u za sporednu ulogu u Talentiranom gospodinu Ripleyju.
Kao već afirmirana glumica, Blanchett je dobila gomilu novih obožavatelja pojavivši se u trilogiji Gospodar prstenova Petera Jacksona. Glumila je vilenjačku kraljicu Galadriel u sva tri filma, koji drže rekord kao najuspješnija filmska trilogija svih vremena.
Godine 2004. je igrala trudnu novinarku u filmu Wesa Andersona Panika pod morem. 2005. je osvojila Oscar za najbolju sporednu glumicu za portret Katharine Hepburn u filmu Martina Scorsesea Avijatičar. Time je postala prva osoba koja je osvojila Oscara za ulogu glumca/glumice koji je prije osvojio/la Oscara.
Godine 2006. je nastupila u Babelu s Bradom Pittom, i Bilješkama o skandalu glumeći Shebu Hart, s Judi Dench. Slučajno, Dench je osvojila Oscar za najbolju sporednu glumicu za ulogu Elizabete I., iste godine kad je Blanchett izgubila za istu povijesnu figuru, doduše u drugoj kategoriji. Blanchett za ulogu u filmu treći put nominirana za Oscar (Dench je također bila nominirana).
Godine 2007. je osvojila nagradu za najbolju glavnu glumicu na Venecijanskom filmskom festivalu za portret jedne od šest inkarnacija Boba Dylana u filmu Todda Haynesa Nema me. Osim toga, reprizirala je svoju ulogu Elizabete I. u nastavku Elizabete nazvanom Zlatne godine kraljice Elizabete. Na 80. dodjeli Oscara Blanchett je nominirana za najbolju glumicu za Zlatne godine kraljice Elizabete i najbolju sporednu glumicu za Nema me, čime je postala 11. glumac koji je iste godine zaradio dvije nominacije i prva glumica koja je zaradila drugu nominaciju za reprizu iste uloge.
Časopis Time ju je 2007. proglasio jednom od 100 najutjecajnijih osoba, a bila je i najuspješnija glumica prema Forbesu. Nakon toga je nastupila u pustolovnom filmu Indiana Jones i kraljevstvo kristalne lubanje kao agentica KGB-a pukovnica dr. Irina Spalko.
Blanchett i njezin muž u siječnju 2008. su potpisali trogodišnje ugovore kao umjetnički redatelji Sydney Theatre Company. Ugovori im uključuju klauzulu koja im dopušta da svake godine uzmu tri mjeseca kako bi se bavili drugim aktivnostima.
Blanchett se krajem 2008. po drugi put pojavila na filmu s Bradom Pittom Neobičnoj priči o Benjaminu Buttonu Davida Finchera.
Dne 5. prosinca 2008. dobila je svoju zvijezdu na Holivudskoj stazi slavnih na broju 6712 Hollywood Boulevarda ispred Graumanova egipatskog kazališta.

### Privatni život
Blanchettin muž je dramaturg i scenarist Andrew Upton, kojeg je upoznala 1996. dok je nastupala u produkciji Čehovljeva Galeba. No, to ipak nije bila ljubav na prvi pogled. "On je mislio da se držim po strani, a ja da je on arogantan", rekla je kasnije Blanchett. "To samo pokazuje kako možeš pogriješiti, ali kad sam ga poljubila to je bilo to." Par se vjenčao 29. prosinca 1997. Imaju tri sina: Dashiell John rođen je 3. prosinca 2001., Roman Robert 23. travnja 2004., a Ignatius Martin 13. travnja 2008.

## Filmografija i nagrade
| Godina | Film                                          | Uloga                       | Bilješke i nagrade |
| ------ | --------------------------------------------- | --------------------------- | --- |
| 1996.  | Parklands                                     | Rosie                       | |
| 1997.  | Oscar i Lucinda                               | Lucinda Leplastrier         | Nominirana za nagradu Australskog filmskog instituta za najbolju glavnu glumicu |
| 1997.  | Hvala Bogu što je upoznao Lizzie              | Lizzie                      | Osvojila nagradu Australskog filmskog instituta za najbolju sporednu glumicu |
| 1997.  | Cesta za raj                                  | Susan Macarthy              | |
| 1998.  | Elizabeta                                     | Elizabeta I.                | Nominirana za Oscar za najbolju glavnu glumicu Osvojila Zlatni globus za najbolju glumicu – drama Osvojila BAFTA nagradu za najbolju glavnu glumicu Nominirana za nagradu Udruženja američkih glumaca za najbolju glavnu glumicu Osvojila Nagradu Udruženja televizijskih, radijskih i internetskih kritičara za najbolju glumicu                |
| 1999.  | Bangers                                       | Julie-Anne                  | |
| 1999.  | Talentirani gospodin Ripley                   | Meredith Logue              | Nominirana za BAFTA-u za najbolju sporednu glumicu |
| 1999.  | Kontrolori leta                               | Connie Falzone              | |
| 1999.  | Idealan muž                                   | Lady Gertrude Chiltern      | |
| 2000.  | Dar                                           | Annabelle "Annie" Wilson    | |
| 2000.  | Čovjek koji je plakao                         | Lola                        | |
| 2001.  | Vijesti iz dubine                             | Petal Quoyle                | |
| 2001.  | Charlotte Gray                                | Charlotte Gray              | |
| 2001.  | Gospodar prstenova: Prstenova družina         | Galadriel                   | Nominirana za nagradu Udruženja američkih glumaca za najbolju izvedbu glumačke postave |
| 2001.  | Banditi                                       | Kate Wheeler                | Nominirana za Zlatni globus za najbolju glumicu – komedija ili mjuzikl Nominirana za nagradu Udruženja američkih glumaca za najbolju sporednu glumicu |
| 2002.  | Gospodar prstenova: Dvije kule                | Galadriel                   | Nominirana za nagradu Udruženja američkih glumaca za najbolju izvedbu glumačke postave |
| 2002.  | Raj na zemlji                                 | Philippa                    | |
| 2003.  | Gospodar prstenova: Povratak kralja           | Galadriel                   | Osvojila nagradu Udruženja američkih glumaca za najbolju izvedbu glumačke postave Osvojila nagradu Udruženja televizijskih, radijskih i internetskih kritičara za najbolji glumački ansambl |
| 2003.  | Nestale                                       | Magdalena 'Maggie' Gilkeson | |
| 2003.  | Kava i cigarete                               | Ona sama i Shelly           | |
| 2003.  | Veronica Guerin                               | Veronica Guerin             | Nominirana za Zlatni globus za najbolju glumicu – drama |
| 2004.  | Panika pod morem                              | Jane Winslett-Richardson    | Nominirana za nagradu Udruženja televizijskih, radijskih i internetskih kritičara za najbolji glumački ansambl |
| 2004.  | Avijatičar                                    | Katharine Hepburn           | Osvojila Oscar za najbolju sporednu glumicu Osvojila BAFTA nagradu za najbolju sporednu glumicu Osvojila nagradu Udruženja filmskih glumaca za najbolju sporednu glumicu Nominirana za nagradu Udruženja televizijskih, radijskih i internetskih kritičara za najbolju sporednu glumicu Nominirana za Zlatni globus za najbolju sporednu glumicu |
| 2005.  | Mala riba                                     | Tracy Heart                 | Osvojila nagradu Australskog filmskog instituta za najbolju glavnu glumicu |
| 2006.  | Babel                                         | Susan Jones                 | Osvojila nagradu Gotham za najbolji glumački ansambl Nominirana za nagradu Udruženja filmskih glumaca za najbolju izvedbu filmskog ansambla Nominirana za nagradu Udruženja televizijskih, radijskih i internetskih kritičara za najbolji glumački ansambl                                                                                       |
| 2006.  | Dobri Nijemac                                 | Lena Brandt                 | |
| 2006.  | Bilješke o skandalu                           | Sheba Hart                  | Nominirana za nagradu Udruženja televizijskih, radijskih i internetskih kritičara za najbolju sporednu glumicu Nominirana za Zlatni globus za najbolju sporednu glumicu Nominirana za nagradu Udruženja filmskih glumaca za najbolju sporednu glumicu Nominirana za Oscar za najbolju sporednu glumicu                                           |
| 2007.  | Hot Fuzz                                      | Janine                      | nepotpisani cameo nastup |
| 2007.  | Zlatne godine kraljice Elizabete              | Elizabeta I.                | Nominirana za nagradu Udruženja filmskih glumaca za najbolju glumicu Nominirana za Zlatni globus za najbolju glumicu – drama Nominirana za nagradu Udruženja televizijskih, radijskih i internetskih kritičara za najbolju glavnu glumicu |
| 2007.  | Nema me                                       | Jude Quinn (Bob Dylan)      | Osvojila Volpi Cup za najbolju glumicu Nominirana za nagradu Udruženja televizijskih, radijskih i internetskih kritičara za najbolju sporednu glumicu Osvojila Zlatni globus za najbolju sporednu glumicu Nominirana za nagradu Udruženja filmskih glumaca za najbolju sporednu glumicu                                                          |
| 2008.  | Indiana Jones i kraljevstvo kristalne lubanje | Pukovnica dr. Irina Spalko  | |
| 2008.  | Neobična priča o Benjaminu Buttonu            | Daisy                       | Nominirana za nagradu Ceha američkih glumaca za najbolju glumačku postavu Nominirana za Nagradu Udruženja televizijskih, radijskih i internetskih filmskih kritičara za najbolju glumicu |
| 2008.  | Ponyo na litici uz more                       | Granmamare                  | glas u engleskoj verziji |
| 2010.  | Robin Hood                                    | Lady Marion                 | |
| 2011.  | Hanna                                         | Marissa                     | |
| 2012.  | Hobit: Neočekivano putovanje                  | Galadriel                   | |
| 2013.  | Jasmine French                                | Jeanette "Jasmine" Francis  | Osvojila Oscar za najbolju glumicu Osvojila BAFTA nagradu za najbolju glavnu glumicu Osvojila Zlatni globus za najbolju glumicu – drama Osvojila Nagradu Udruženja filmskih glumaca za najbolju glavnu glumicu |
| 2013.  | Hobit: Smaugova pustoš                        | Galadriel                   | |
| 2014.  | Odred za baštinu                              | Claire Simone               | |
| 2014.  | Kako izdresirati zmaja 2                      | Valka                       | Glas |
| 2014.  | Hobit: Bitka pet vojski                       | Galadriel                   | |
| 2015.  | Vitez pehara                                  | Nancy                       | |
| 2015.  | Pepeljuga                                     | Lady Tremaine               | |
| 2015.  | Carol                                         | Carol Aird                  | Nominirana za Oscar za najbolju glavnu glumicu Nominirana za BAFTA nagradu za najbolju glavnu glumicu Nominirana za nagradu Udruženja američkih glumaca za najbolju glavnu glumicu |
| 2015.  | Istina                                        | Mary Mapes                  | |
| 2015.  | Manifesto                                     | Razno (Trinaest uloga)      | |
| 2017.  | Bez zakona                                    | Amanda                      | |
| 2017.  | Thor: Ragnarok                                | Hela                        | |
| 2018.  | Oceanovih 8                                   | Lou                         | |
| 2018.  | Kuća magičnog sata                            | Florence Zimmerman          | |
| 2018.  | Mowgli: Dječak iz džungle                     | Kaa                         | Glas |
| 2019.  | Kako izdresirati zmaja 3                      | Valka                       | Glas |
| 2019.  | Kamo si otišla, Bernadette?                   | Bernadette                  | Nominirana za Zlatni globus za najbolju glumicu – komedija ili mjuzikl |

## Vanjske poveznice
- Cate Blanchett u internetskoj bazi filmova IMDb-u (engl.)